# Pterocissus
Pterocissus é um género botânico pertencente à família Vitaceae.

## Espécies
- Pterocissus mirabilis

1. ↑  «Pterocissus — World Flora Online». www.worldfloraonline.org. Consultado em 19 de agosto de 2020